# دهستان عباس غربی
دهستان عباس غربی یکی از دهستان‌های استان آذربایجان شرقی است که در بخش تیکمه‌داش شهرستان بستان‌آباد واقع شده‌است.